# Ексм
Ексм (фр. Exmes) — колишній муніципалітет у Франції, у регіоні Нормандія, департамент Орн. Населення — 308 осіб (2011).
Муніципалітет був розташований на відстані близько 160 км на захід від Парижа, 65 км на південний схід від Кана, 38 км на північ від Алансона.

## Історія
До 2015 року муніципалітет перебував у складі регіону Нижня Нормандія. Від 1 січня 2016 року належав до нового об'єднаного регіону Нормандія.
1 січня 2017 року Ексм, Обрі-ан-Ексм, Аверн-су-Ексм, Ле-Бур-Сен-Леонар, Шамбуа, Ла-Кошер, Курменій, Фель, Оммеель, Сен-П'єрр-ла-Рив'єр, Сії-ан-Гуфферн, Сюрві, Юру-е-Кренн i Вільбаден було об'єднано в новий муніципалітет Гуфферн-ан-Ож.

## Демографія
Динаміка населення (EHESS і Insee ):
Розподіл населення за віком та статтю (2006):
| Стать | Всього | До 15 років | 15-24 | 25-44 | 45-64 | 65-85 | Понад 85 |
| --- | ------ | ----------- | ----- | ----- | ----- | ----- | -------- |
| Чоловіки | 152    | 44          | 16    | 44    | 44    | 4     | 0        |
| Жінки | 144    | 32          | 8     | 56    | 20    | 20    | 8        |
| \| Статево-вікова піраміда \| Статево-вікова піраміда \| Статево-вікова піраміда \| \| ----------------------- \| ----------------------- \| ----------------------- \| \| Чоловіки \| Вік \| Жінки \| \| 0 \| 85 + \| 8 \| \| 0 \| 80-84 \| 12 \| \| 0 \| 75-79 \| 8 \| \| 4 \| 70-74 \| 0 \| \| 0 \| 65-69 \| 0 \| \| 12 \| 60-64 \| 8 \| \| 8 \| 55-59 \| 8 \| \| 24 \| 50-54 \| 4 \| \| 0 \| 45-49 \| 0 \| \| 12 \| 40-44 \| 16 \| \| 12 \| 35-39 \| 12 \| \| 12 \| 30-34 \| 12 \| \| 8 \| 25-29 \| 16 \| \| 4 \| 20-24 \| 0 \| \| 12 \| 15-20 \| 8 \| \| 12 \| 10-14 \| 12 \| \| 12 \| 5-9 \| 8 \| \| 20 \| 0-4 \| 12 \| |        |             |       |       |       |       |          |
| Статево-вікова піраміда |        |             |       |       |       |       |          |
| Чоловіки | Вік    | Жінки       |       |       |       |       |          |
| 0 | 85 +   | 8           |       |       |       |       |          |
| 0 | 80-84  | 12          |       |       |       |       |          |
| 0 | 75-79  | 8           |       |       |       |       |          |
| 4 | 70-74  | 0           |       |       |       |       |          |
| 0 | 65-69  | 0           |       |       |       |       |          |
| 12 | 60-64  | 8           |       |       |       |       |          |
| 8 | 55-59  | 8           |       |       |       |       |          |
| 24 | 50-54  | 4           |       |       |       |       |          |
| 0 | 45-49  | 0           |       |       |       |       |          |
| 12 | 40-44  | 16          |       |       |       |       |          |
| 12 | 35-39  | 12          |       |       |       |       |          |
| 12 | 30-34  | 12          |       |       |       |       |          |
| 8 | 25-29  | 16          |       |       |       |       |          |
| 4 | 20-24  | 0           |       |       |       |       |          |
| 12 | 15-20  | 8           |       |       |       |       |          |
| 12 | 10-14  | 12          |       |       |       |       |          |
| 12 | 5-9    | 8           |       |       |       |       |          |
| 20 | 0-4    | 12          |       |       |       |       |          |

## Економіка
2010 року серед 184 осіб працездатного віку (15—64 років) 151 була активною, 33 — неактивними (показник активності 82,1%, у 1999 році було 65,3%). З 151 активної мешканців працювало 139 осіб (76 чоловіків та 63 жінки), безробітними було 12 (3 чоловіки та 9 жінок). Серед 33 неактивних 12 осіб було учнями чи студентами, 11 — пенсіонерами, 10 були неактивними з інших причин.

У 2010 році в муніципалітеті числилось 125 оподаткованих домогосподарств, у яких проживали 287,5 особи, медіана доходів виносила 15 956 євро на одного особоспоживача